# Dioscorea deflexa
Dioscorea deflexa là một loài thực vật có hoa trong họ Dioscoreaceae. Loài này được Griseb. mô tả khoa học đầu tiên năm 1875.